# Eva Birnerová
Eva Birnerová (Duchcov, 14 de Abril de 1984) é uma ex-tenista profissional tcheca. Conquistou 3 títulos de WTA de duplas. Atingiu o 59ª posição de simples e 52ª de duplas nos rankings mundiais.
O último jogo da carreira foi no ITF de Hechingen, em agosto de 2014, mas só anunciou oficialmente a aposentadoria em 9 de novembro de 2018.

## Títulos no circuito WTA

### Duplas (3)
1. 07/08/2006, WTA de Estocolmo: com Jarmila Gajdošová, derrotou Yan Zi/Zheng Jie por 0–6, 6–4, 6–2;
2. 17/07/2011, WTA de Bad Gastein: com Lucie Hradecká, derrotou Julia Görges/Jarmila Gajdošová por 4–6, 6–2, [12–10];
3. 18/02/2012, WTA de Bogotá: com Alexandra Panova, derrotou Mandy Minella/Stefanie Vögele por 6–2, 6–2.